# Budapest Wolves 2023
Questa voce raccoglie le informazioni riguardanti i Budapest Wolves nelle competizioni ufficiali della stagione 2023.

## Prima squadra

### Hungarian Football League 2023

#### Stagione regolare
| Budapest 2 aprile 2023, ore 14:00 1ª giornata | Budapest Wolves | 49 – 0 | Tatabánya Mustangs | Kincsem Park |

| Miskolc 30 aprile 2023, ore 15:00 5ª giornata | Borsod Bobcats | 0 – 49 | Budapest Wolves | Miskolci Atlétikai Centrum |

| Budapest 7 maggio 2023, ore 11:00 6ª giornata | Budapest Wolves | 47 – 6 | Budapest Cowbells | Kincsem Park |

| Diósd 21 maggio 2023, ore 15:00 8ª giornata | Újpest Bulldogs | 16 – 35 | Budapest Wolves | Diósdi Sportpálya |

| Szeged 27 maggio 2023, ore 15:00 9ª giornata | CFS Guardians | 7 – 59 | Budapest Wolves | Tiszavirág Sportuszoda |

| Budapest 11 giugno 2023, ore 15:00 11ª giornata | Budapest Wolves | 52 – 0 | Szombathely Crushers | Angyalföldi Sportközpont |

#### Playoff
| Budapest 24 giugno 2023, ore 15:00 Semifinale | Budapest Wolves | 42 – 20 | Budapest Titans | Kincsem Park |

| Budapest 15 luglio 2023, ore 17:00 Hungarian Bowl | Budapest Wolves | 49 – 28 | Újpest Bulldogs | Kincsem Park |

### Statistiche di squadra
| Competizione      | %Vittorie | In casa | In casa | In casa | In casa | In casa | In casa | In trasferta | In trasferta | In trasferta | In trasferta | In trasferta | In trasferta | Totale | Totale | Totale | Totale | Totale | Totale |
| Competizione      | %Vittorie | G       | V       | N       | P       | Pf      | Ps      | G            | V            | N            | P            | Pf           | Ps           | G      | V      | N      | P      | Pf     | Ps     |
| ----------------- | --------- | ------- | ------- | ------- | ------- | ------- | ------- | ------------ | ------------ | ------------ | ------------ | ------------ | ------------ | ------ | ------ | ------ | ------ | ------ | ------ |
| Stagione regolare | 1.000     | 3       | 3       | 0       | 0       | 148     | 6       | 3            | 3            | 0            | 0            | 143          | 23           | 6      | 6      | 0      | 0      | 291    | 29     |
| Playoff           | 1.000     | 2       | 2       | 0       | 0       | 91      | 48      | 0            | 0            | 0            | 0            | 0            | 0            | 2      | 2      | 0      | 0      | 91     | 48     |
| Totale            | 1.000     | 5       | 5       | 0       | 0       | 239     | 54      | 3            | 3            | 0            | 0            | 143          | 23           | 8      | 8      | 0      | 0      | 382    | 77     |

## Seconda squadra

### Divízió I 2023

#### Stagione regolare
| Nyírábrány 9 aprile 2023, ore 14:00 2ª giornata | DEAC Gladiators | 0 – 20 | Budapest Wolves 2 | Nyírábrányi futball-és teniszpálya |

| Budapest 15 aprile 2023, ore 15:00 3ª giornata | Budapest Wolves 2 | 45 – 7 | Győr Sharks | Angyalföldi Sportközpont |

| Budapest 29 aprile 2023, ore 15:00 5ª giornata | Budapest Wolves 2 | 50 – 6 | Diósd Saints | Angyalföldi Sportközpont |

| 4 giugno 2023 10ª giornata | Budapest Wolves 2 | 42 – 7 | Pécs Legioners |  |

| Oroszlány 10 giugno 2023 11ª giornata | Hippos | 0 – 35 | Budapest Wolves 2 |  |

#### Playoff
| Budapest 9 luglio 2023, ore 15:00 Semifinale | Budapest Wolves 2 | 26 – 0 | Győr Sharks | Angyalföldi Sportközpont |

| Budapest 22 luglio 2023, ore 17:00 Pannon Bowl | Budapest Wolves 2 | 14 – 17 | Dabas Sparks | Kincsem Park |

### Statistiche di squadra
| Competizione      | %Vittorie | In casa | In casa | In casa | In casa | In casa | In casa | In trasferta | In trasferta | In trasferta | In trasferta | In trasferta | In trasferta | Totale | Totale | Totale | Totale | Totale | Totale |
| Competizione      | %Vittorie | G       | V       | N       | P       | Pf      | Ps      | G            | V            | N            | P            | Pf           | Ps           | G      | V      | N      | P      | Pf     | Ps     |
| ----------------- | --------- | ------- | ------- | ------- | ------- | ------- | ------- | ------------ | ------------ | ------------ | ------------ | ------------ | ------------ | ------ | ------ | ------ | ------ | ------ | ------ |
| Stagione regolare | 1.000     | 3       | 3       | 0       | 0       | 137     | 20      | 3            | 2            | 0            | 0            | 55           | 0            | 5      | 5      | 0      | 0      | 192    | 20     |
| Playoff           | .500      | 2       | 1       | 0       | 1       | 40      | 17      | 0            | 0            | 0            | 0            | 0            | 0            | 2      | 1      | 0      | 1      | 40     | 17     |
| Totale            | .857      | 5       | 4       | 0       | 1       | 177     | 37      | 2            | 2            | 0            | 0            | 55           | 0            | 7      | 6      | 0      | 1      | 232    | 37     |